# 응우옌응옥똔뚜이

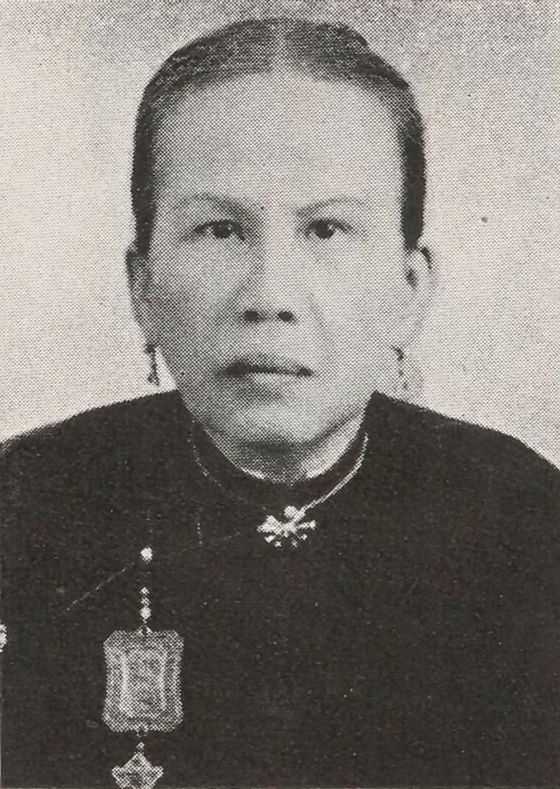

응우옌응옥똔뚜이(베트남어: Nguyễn Ngọc Tốn Tùy / 阮玉巽隨 완옥손수, 1872년 ~ 1955년)는 응우옌 왕조의 황족이다. 죽득 황제의 첫째 딸이다.

## 생애
뜨득 25년(1872년), 후에 황성에서 태어났다.
타인타이 9년(1897년) 음력 1월, 미량공주(베트남어: Mỹ Lương Công chúa / 美良公主)로 봉해졌다. 또한 연록군공(延祿郡公) 응우옌턴의 아들인 타인호아총독(淸化總督) 응우옌히(阮繥)와 혼인하였다. 그와의 사이에서 딸 1명을 두었다. 딸의 성명은 응우옌티껌하(베트남어: Nguyễn Thị Cẩm Hà / 阮氏錦荷)이다.
1955년 경에 사망하였고, 향년 84세이다.